# ポーツマス海軍基地

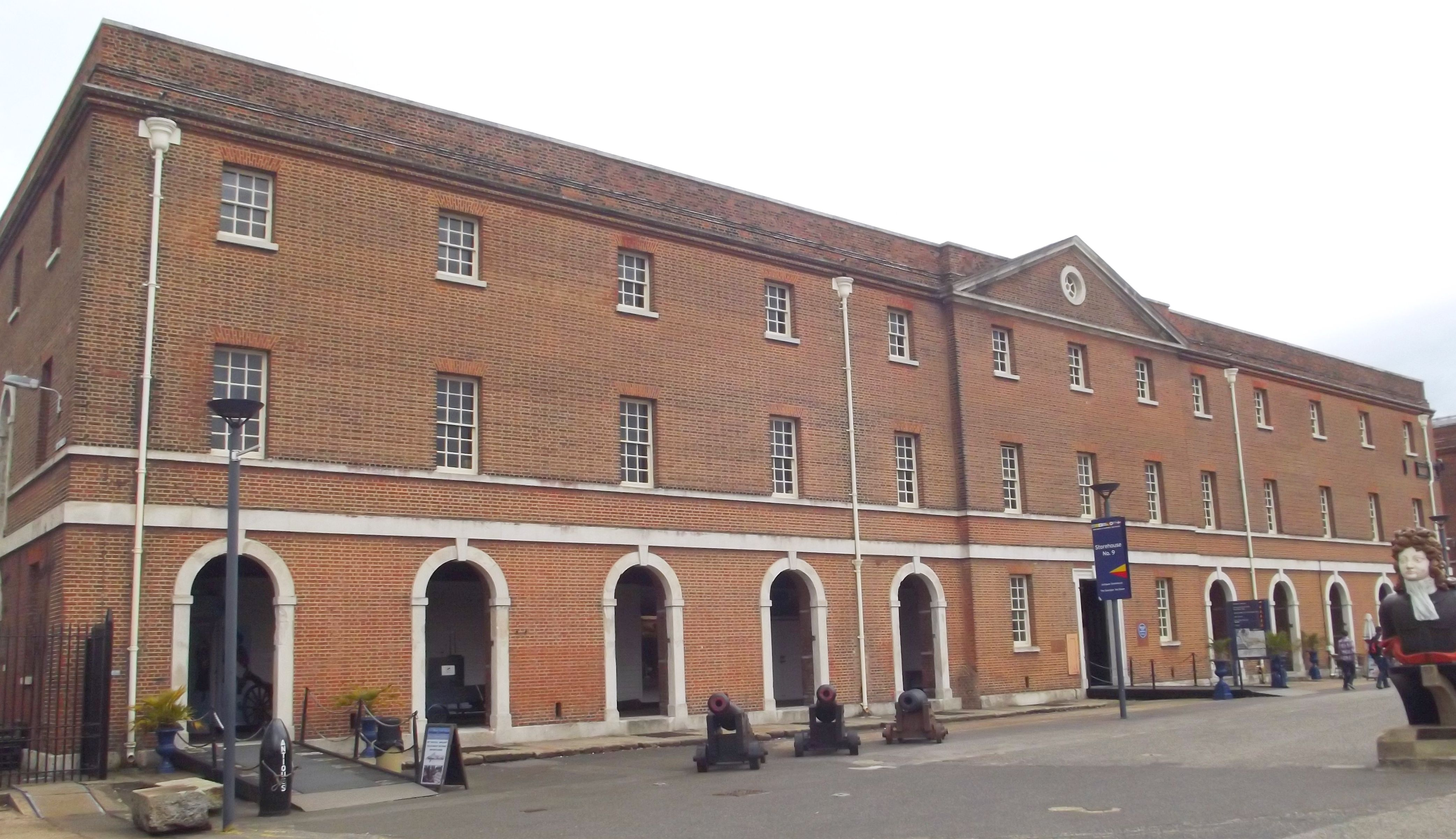
ポーツマス海軍基地の腕木信号塔

ポーツマス海軍基地 (ポーツマスかいぐんきち、HMNB Portsmouth, HMS Nelson) はイギリス海軍の3つの軍港の1つであり、その中で最も歴史のある軍港。
基地はポーツマス市のポーツマス入り江東岸、ソレント海峡とワイト島の北側に位置している。ポーツマスは乾ドック発祥の地であり、現在もイギリス水上艦隊の2/3がこの港を拠点としている。また基地は、VTグループなどの造船や、補修と補給を請け負うフリート・サポート・リミテッド、乗員の陸上生活支援の拠点という性格も備えている。
イギリス海軍の最古の基地であり、何世紀もの間ブリテン島の歴史や防衛上非常に重要な存在であり続けてきた。さらに最盛期には世界最大の工業地帯でもあった。
ポーツマス海軍基地には博物館も備わっており、メアリー・ローズの遺物や戦列艦ヴィクトリー、装甲艦ウォーリアなどの著名な展示物が存在してある。
2008年にVTグループはBAE システムズ・サーフェス・シップスへと統合され、BAE システムズの傘下となったポーツマスのドックにおいて、2010年から2012年にかけてクイーン・エリザベス級航空母艦の下部ブロック02の建造を担った。2014年には2番艦のプリンス・オブ・ウェールズの下部ブロック02を建造し、下部ブロック03との組み立ても行った。